# 퍼텐셜
퍼텐셜(Potential)은 "잠재력"을 의미하며 물리학에서 사회과학에 이르는 여러 분야에서 사용된다. 그 중 물리학 용어로서는 다음과 같은 의미가 있다.
- 퍼텐셜 이론

- 스칼라 퍼텐셜
- 벡터 퍼텐셜

- 중력 퍼텐셜
- 전위, 전기 퍼텐셜
- 자기 퍼텐셜
- 열역학 퍼텐셜
- 양자 퍼텐셜

## 같이 보기
- 위치 에너지